# Koivusaari (ö i Finland, Lappland, Norra Lappland, lat 69,01, long 27,04)
Koivusaari är en ö i Finland. Den ligger i sjön Vuontisjärvi och i kommunen Enare i den ekonomiska regionen Norra Lappland och landskapet Lappland, i den norra delen av landet, 1 000 km norr om huvudstaden Helsingfors. Öns area är 1,3 hektar och dess största längd är 180 meter i nord-sydlig riktning.